# Cone de luz

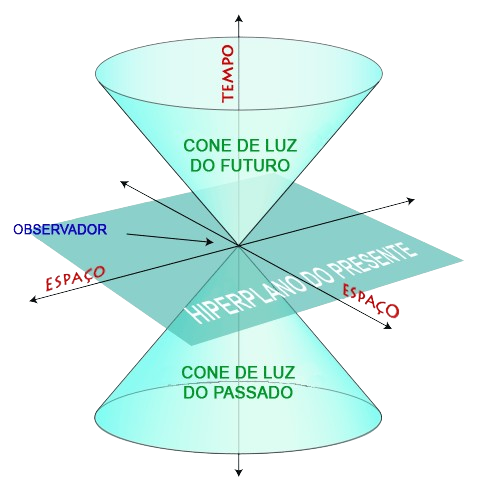
Um diagrama com um cone de luz em um espaço bidimensional mais uma dimensão de tempo.

Um cone de luz é uma diagramação tridimensional de uma coordenada quadridimensional, já que é muito difícil uma representação gráfica de um fenômeno quadridimensional, como os são os ligados às teorias do espaço-tempo.
Na relatividade especial, um cone de luz (ou cone nulo) é a descrição padrão da evolução temporal de um feixe de luz no espaço-tempo de Minkowski. O evento real quadrimensional pode ser visualizado em um espaço tridimensional escolhendo-se dois eixos horizontais como as dimensões espaciais e o eixo vertical como o tempo.
O cone de luz é construído como segue. Toma-se como evento {\displaystyle p} um flash de luz (pulso de luz) no tempo {\displaystyle t=0}, todos eventos que podem ser atingidos por esse pulso de {\displaystyle p} formam o cone de luz futuro de {\displaystyle p}, enquanto aqueles eventos que podem ter enviados um pulso de luz para {\displaystyle p} formam o cone de luz passado de {\displaystyle p}.
Dado um evento {\displaystyle E}, o cone de luz classifica todos eventos no espaço-tempo em 5 categorias distintas:
- Eventos no cone de luz futuro de {\displaystyle E}.
- Eventos no cone de luz passado de {\displaystyle E}.
- Eventos dentro do cone de luz futuro de {\displaystyle E} são aquelas que são afetadas pela partícula material emitida em {\displaystyle E}.
- Eventos dentro do cone de luz passado de {\displaystyle E} são aqueles que podem ter emitido uma partícula material e afetar o que ocorre em {\displaystyle E}.
- Todos os demais eventos que estão em qualquer outro lugar de {\displaystyle E} e são aqueles nunca afetam nem podem ser afetados por  {\displaystyle E}.

Se o espaço é medido em segundo-luz e o tempo medido em segundos, o cone terá uma inclinação de  45°, devido à luz viajar uma distância de um segundo-luz no vácuo durante um segundo. Como a relatividade especial requer que a velocidade da luz seja a mesma em todo referencial não-inercial, todos observadores devem observar o mesmo ângulo de para seus cones de luz. Isto é assegurado pela transformação de Lorentz.
Stephen Hawking explica a técnica gráfica-matemática a partir do exemplo da emissão da luz, que se espalhará formando uma esfera (com o comportamento ondulatório de uma pedra jogada na água). Aplicando-se a dimensão do tempo, o diagrama terá então o formato de um cone. Na área interna do cone, estão os eventos afetados pela emissão da luz (pulso de luz), enquanto que na região exterior ao cone, ficarão aqueles que não serão afetados.